# Sheraton Hotel Samsun
 (octobre 2023).
Si vous disposez d'ouvrages ou d'articles de référence ou si vous connaissez des sites web de qualité traitant du thème abordé ici, merci de compléter l'article en donnant les références utiles à sa vérifiabilité et en les liant à la section « Notes et références ».
Le  Sheraton Hotel Samsun est un gratte-ciel construit à Samsun en 2015 en Turquie. Il mesure 115 mètres de hauteur sur 28 étages. 
Il abrite un hôtel de la chaine Sheraton Hotels & Resorts
C'est le plus haut et le plus ancien gratte-ciel de Samsun.